# 윤승호
윤승호(1954년 5월 14일 ~ )는 대한민국의 정치인이다. 제13대 남원시장을 역임했다.

## 5회 지방선거 관련 허위사실공표·기부행위·사전선거운동
2010년 실시한 지방선거에 남원시장 후보로 출마한 윤승호는 참모회의를 통해 토론회 발언을 준비한 뒤, 같은 해 5월 18일 전주시 서노송동 전주방송국에서 열린 남원시장 후보 토론회에서 "무소속 A후보가 한나라당과 깊이 관련돼 있다"며 '한나라당 세력'이라 말하는 등 공식자리에서 세 차례에 걸쳐 A후보에 대한 허위 사실을 유포하였다.
2009년 12월 말에는 지인들에게 시가 1180만원 상당인 자신의 자서전을 배포하였고(기부행위), 2010년 3월 2일에는 남원시 죽항동 자신의 선거사무실에서 남원시장 예비후보라는 내용이 담긴 서신을 만들어 남원산림조합 대의원 등 60명에게 서신을 발송하여 사전선거운동하였다.
2010년 9월 30일 전주지방법원 남원지청은 공직선거법위반 혐의로 불구속 기소된 윤승호에게 징역 1년을 구형하였다.
2010년 10월 14일 전주지방법원 남원지원 형사합의1부는 공직선거법위반으로 윤승호에게 벌금 500만원을 선고하였다.
2010년 12월 24일 광주고등법원 전주재판부 제1형사부는 항소를 기각하여 원심판결인 벌금 500만원 형을 유지하였다.
2011년 6월 9일 대법원 2부는 원심판결을 확정했다.

## 1억 1047만원 국고 미반환
2010년 지방선거에서 남원시장에 당선된 윤승호는 2011년 6월 공직선거법 위반 혐의가 확정되어 시장직을 상실하였다. 공직선거법 위반으로 직을 상실할 경우 국가 예산으로 지급받았던 선거보전금을 반환하여야 하나, 윤승호는 수령하였던 1억 1047여만원을 반환 기한 5년 동안 납부하지 않았다. 윤승호가 지방선거 후보자로 등록하며 신고한 재산은 4억 9000여만원에 달하였으나, 시장 직 상실 후 선거보전금 회수를 위해 관할 세무서에서 윤승호 소유의 부동산 등을 압류하려고 하였으나 윤승호 명의의 재산은 전혀 없었다. 이에 윤승호가 보유한 재산이 추징되는 것을 회피하기 위해 타인 이름으로 명의 신탁한 의혹이 제기되었다.
2022년 지방선거에 더불어민주당 소속으로 남원시장 후보로 출마하고자 하였으나 선거보전금 미반환 문제로 공천에서 배제되었고, 윤승호는 탈당해 무소속으로 예비후보자로 등록하였다.

## 역대 선거 결과
|  | 50.54% |

|  | 38.89% |

|  | 44.83% |

|  | 27.84% |